# Titanes del Sur
Los Titanes del Sur es un equipo profesional de baloncesto de la República Dominicana con sede en San Cristóbal. Participa en la Liga Nacional de Baloncesto y juegan sus partidos como local en el Polideportivo de San Cristóbal.
El equipo inició su participación en 2005 como «Constituyentes de San Cristóbal», con los cuales fueron campeones nacionales en 2008, el equipo fue trasladado al Distrito Nacional, en 2010, la franquicia fue renombrada como «Titanes del Distrito Nacional». En 2012 tras un acuerdo con el club de béisbol Tigres del Licey, la franquicia adoptó el nombre de «Titanes del Licey», pero tras romper lazos en 2014, el equipo retomó el nombre de «Titanes del Distrito Nacional».
Los Titanes cuentan con tres campeonatos nacionales, obtenidos en 2008, 2024 y 2025. Además son el primer y único equipo en la historia de la Liga Nacional de Baloncesto en lograr un 4-0 en la Serie Final de la liga, logrado en 2024 y 2025.

## Historia

### Constituyentes de San Cristóbal
El equipo comenzó su participación en la Liga Dominicana de Baloncesto (Lidoba) (actual Liga Nacional de Baloncesto) en 2005, en la primera temporada de la liga. En 2009 después de varios cambios en la fecha inicial de torneo de 2009, la liga anunció que no se llevaría a cabo el campeonato de ese año por varios problemas que provocaron esos cambios de fechas.

### Titanes del Distrito Nacional
Después del reseco de 2009, la liga Lidoba pasó a ser nombrada como la Liga Nacional de Baloncesto. Luego del renacimiento de la liga, el equipo cambió de propietarios y fue trasladado a la ciudad de Santo Domingo, ya en la capital el equipo fue renombrado con el nombre de los Titanes del Distrito Nacional.

### Titanes del Licey
A finales de mayo de 2012 antes del inicio de la temporada de 2012, la organización del equipo de baloncesto y el equipo de béisbol de los Tigres del Licey llegaron a un acuerdo por la fusión de ambas instituciones de tal manera que los Titanes pasaron a ser nombrados como los Titanes del Licey.

### Titanes del Distrito Nacional
Entre marzo y abril de 2014, la organización de béisbol de los Tigres del Licey anunciaron la separación del equipo de baloncesto de los Titanes por lo cual fueron renombrados nuevamente como Titanes del Distrito Nacional.
En abril de 2017, los Titates fueron adquiridos por la Asociación Pro Desarrollo del Baloncesto pasando así a ser presididos por Roberto Modesto, un exjugador de baloncesto que participó con la selección de baloncesto de la República Dominicana en los XV Juegos Centroamericanos y del Caribe de 1086.
Para la temporada 2022, los Titanes cambiaron su sede a San Cristóbal para jugar en el Polideportivo de dicha ciudad.

## Trayectoria
| Año                             | Circuito                                   | Posición                                   | G                                          | P                                          | %                                          | Playoffs                                                           | Resultado                                                          |                                            |
| ------------------------------- | ------------------------------------------ | ------------------------------------------ | ------------------------------------------ | ------------------------------------------ | ------------------------------------------ | ------------------------------------------------------------------ | ------------------------------------------------------------------ | ------------------------------------------ |
| Constituyentes de San Cristóbal |                                            |                                            |                                            |                                            |                                            |                                                                    |                                                                    |                                            |
| 2005                            | —                                          | 5.º                                        | 12                                         | 9                                          | .571                                       | —                                                                  | —                                                                  |                                            |
| 2006                            | Sur                                        | 1.º                                        | 16                                         | 7                                          | .696                                       | Gana la Semifinal Pierde la Serie Final                            | Constituyentes 3, Cañeros 1 Metros 4, Constituyentes 3             |                                            |
| 2007                            | Sur                                        | 3.º                                        | 12                                         | 10                                         | .545                                       | Pierde la Primera ronda                                            | Cocolos 2, Constituyentes 1                                        |                                            |
| 2008                            | Sur                                        | 1.º                                        | 15                                         | 4                                          | .789                                       | Gana la Semifinal Gana la Serie Final                              | Constituyentes 3, Panteras 1 Constituyentes 4, Reales 2            |                                            |
| 2009                            | No hubo torneo                             | No hubo torneo                             | No hubo torneo                             | No hubo torneo                             | No hubo torneo                             | No hubo torneo                                                     | No hubo torneo                                                     | No hubo torneo                             |
| Titanes del Distrito Nacional   |                                            |                                            |                                            |                                            |                                            |                                                                    |                                                                    |                                            |
| 2010                            | Sureste                                    | 3.º                                        | 5                                          | 4                                          | .555                                       | Gana la Primera ronda Pierde la Semifinal                          | Titanes 2, Cocolos 0 Cañeros 3, Titanes 1                          |                                            |
| 2011                            | Sureste                                    | 3.º                                        | 9                                          | 11                                         | .450                                       | —                                                                  | —                                                                  |                                            |
| Titanes del Licey               |                                            |                                            |                                            |                                            |                                            |                                                                    |                                                                    |                                            |
| 2012                            | Sureste                                    | 2.º                                        | 11                                         | 9                                          | .550                                       | Pierde la Semifinal                                                | Indios 4, Titanes 0                                                |                                            |
| 2013                            | Sureste                                    | 1.º                                        | 14                                         | 6                                          | .700                                       | Gana la Semifinal Pierde la Serie Final                            | Titanes 3, Cocolos 2 Indios 4, Titanes 3                           |                                            |
| Titanes del Distrito Nacional   |                                            |                                            |                                            |                                            |                                            |                                                                    |                                                                    |                                            |
| 2014                            | Sureste                                    | 1.º                                        | 13                                         | 7                                          | .650                                       | Gana la Semifinal Pierde la Serie Final                            | Titanes 3, Leones 1 Metros 4, Titanes 2                            |                                            |
| 2015                            | Sureste                                    | 4.º                                        | 8                                          | 12                                         | .400                                       | —                                                                  | —                                                                  |                                            |
| 2016                            | Sureste                                    | 3.º                                        | 10                                         | 10                                         | .500                                       | Pierde la Semifinal                                                | 1-4 en el Round Robin                                              |                                            |
| 2017                            | Sureste                                    | 3.º                                        | 7                                          | 13                                         | .350                                       | Pierde la Semifinal                                                | 4-4 en el Round Robin                                              |                                            |
| 2018                            | Sureste                                    | 4.º                                        | 6                                          | 12                                         | .333                                       | —                                                                  | —                                                                  |                                            |
| 2019                            | No participaron                            | No participaron                            | No participaron                            | No participaron                            | No participaron                            | No participaron                                                    | No participaron                                                    | No participaron                            |
| 2020                            | No hubo torneo por la pandemia de COVID-19 | No hubo torneo por la pandemia de COVID-19 | No hubo torneo por la pandemia de COVID-19 | No hubo torneo por la pandemia de COVID-19 | No hubo torneo por la pandemia de COVID-19 | No hubo torneo por la pandemia de COVID-19                         | No hubo torneo por la pandemia de COVID-19                         | No hubo torneo por la pandemia de COVID-19 |
| 2021                            | —                                          | 3.º                                        | 8                                          | 6                                          | .571                                       | Gana la Semifinal Pierde la Serie Final                            | Titanes 3, Cañeros 1 Leones 4, Titanes 2                           |                                            |
| 2022                            | —                                          | 2.º                                        | 8                                          | 6                                          | .571                                       | Clasifica en primera ronda Pierde la Semifinal                     | 2-3 en fase de eliminación Leones 3, Titanes 1                     |                                            |
| 2023                            | —                                          | 4.º                                        | 8                                          | 6                                          | .571                                       | Clasifica en primera ronda Gana la Semifinal Pierde la Serie Final | 6-4 en fase de eliminación Titanes 3, Indios 2 Reales 4, Titanes 3 |                                            |
| 2024                            | —                                          | 2.º                                        | 9                                          | 5                                          | .643                                       | Clasifica en primera ronda Gana la Semifinal Gana la Serie Final   | 6-4 en fase de eliminación Titanes 3, Indios 0 Titanes 4, Reales 0 |                                            |
| 2025                            | —                                          | 5.º                                        | 7                                          | 7                                          | .000                                       | Clasifica en primera ronda Gana la Semifinal Gana la Serie Final   | 7-3 en fase de eliminación Titanes 3, Leones 0 Titanes 4, Metros 0 |                                            |
| Totales                         | Totales                                    | Totales                                    | 178                                        | 144                                        | .553                                       |                                                                    |                                                                    |                                            |
| Playoffs                        | Playoffs                                   | Playoffs                                   | 80                                         | 64                                         | .556                                       | 3 Campeonatos                                                      | 3 Campeonatos                                                      |                                            |